# Agostyán
Agostyán (németül Augustin) egykori község a mai Komárom-Esztergom vármegyében. 1985 óta Tata város része. Tatának exklávéja, mivel közvetlenül nem határos a város fő területével.
Csak közúton érhető el, Tata vagy Tarján felől, az 1128-as úton.

## Története
Agostyán és környéke már a bronzkorban is lakott hely volt. Határában bronzkori urnatemetőt
tártak fel.
Oklevélben először 1343-ban említik. Ekkor lakóit a tatai vár ellátására rendelték. 1543-ban a törökök a települést elpusztították, és hosszú ideig pusztaságként hevert. 1773-ban würzburgi és bambergi németekkel telepítették újra.
1985-ben Tatához csatolták, annak ellenére is, hogy nem volt közvetlenül határos a várossal.

## Az arborétum

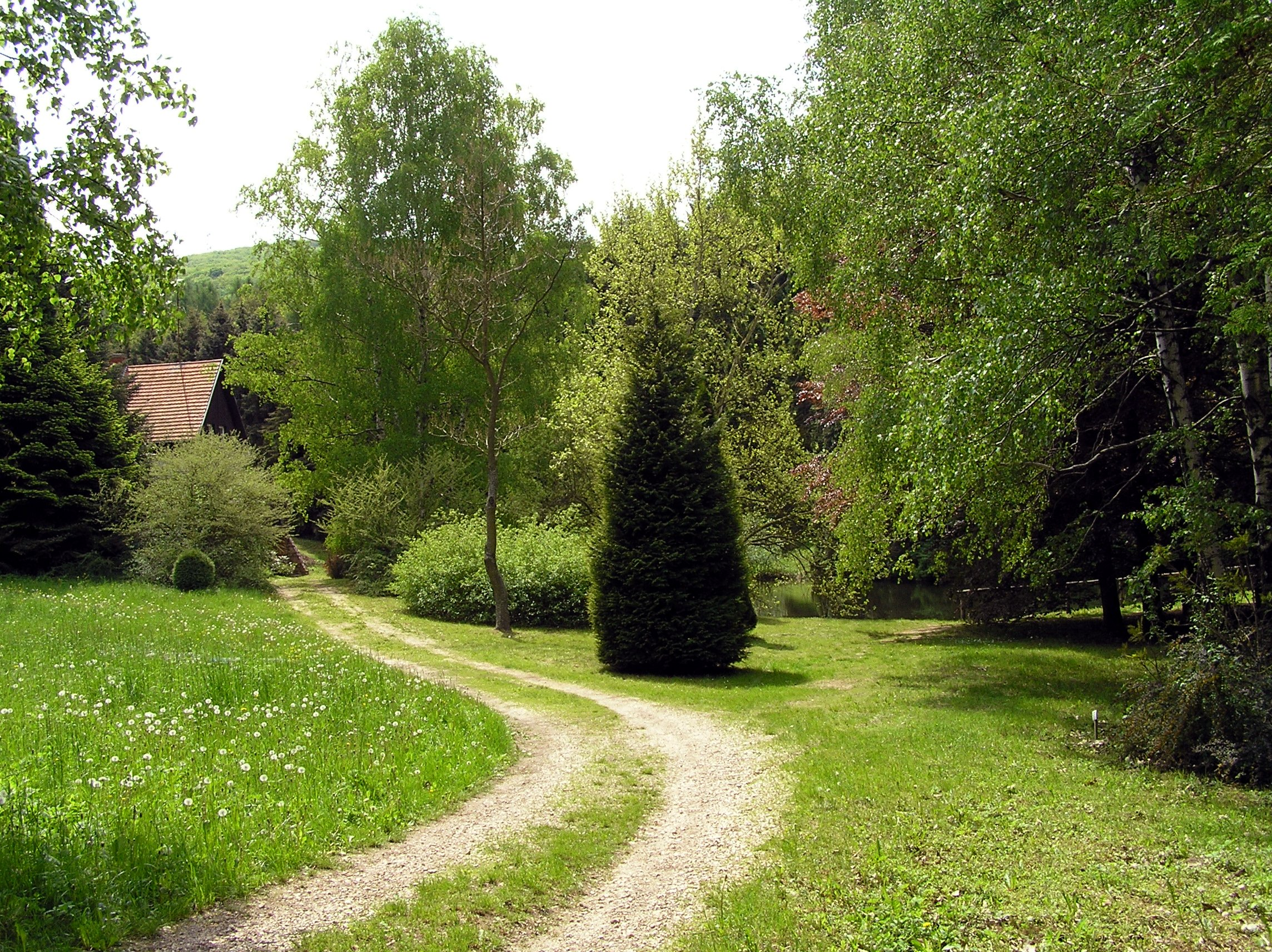
Arborétum, Agostyán

Fő nevezetessége az Agostyáni Arborétum, amit a Vértesi Erdészeti és Faipari Rt. kezel. Tata felől érkezve ezt az Agostyán és Tardos közötti Bocsájtó-völgy jobb oldalán találjuk.
A csodálatos fekvésű és mikroklímájú arborétumot voltaképpen gróf Esterházy Móric alapította, amikor 1912-ben vörösfenyőt kezdett itt telepíteni. Az erdőkkel körülvett völgyben a növények különösen szépen fejlődtek.
A későbbi tapasztalatok is azt mutatták, hogy a terület mikroklímája eltér a környező domboldalakétól. Ez és részben savanyú talaja tette alkalmassá egy kísérleti arborétum létrehozására.
Az arborétum terveit 1953-ban Kiss Miklós készítette el; a telepítés 1955-ben kezdődött. A cél nem a fajtagazdagság, hanem az esztétikailag értékes és erdőgazdaságilag jelentős fajok, változatok telepítése volt. A mikroklíma fenntartására a völgyet átszelő, a hidegkúti források vizét összegyűjtő patak útját gátakkal zárták el, és két tavat hoztak létre.
A sikeres telepítés eredményeként ma közel 300 fa- és cserjefaj, illetve fajta található meg itt – köztük a Gerecse jellemző növényei.
Az itteni növényfajok többsége különleges fenyőféle.
A gyönyörű luc-, páfrány- és selyemfenyő fajták közül külön figyelmet érdemel egy kb. 33 méteres, múlt századi vörösfenyő és a kert ékességének tartott Atlasz-cédrus (Cedrus atlantica), amely Észak-Afrika magas hegységeiben honos. Találhatunk itt egy értékes tiszafa- (Taxus) gyűjteményt, továbbá tulipánfát (Liriodendron tulipifera) és sok más bokor- és fafajtát is.